# Kluczewo-Huby
Kluczewo-Huby – część wsi Kluczewo w Polsce położonej w województwie wielkopolskim, w powiecie szamotulskim, w gminie Ostroróg.
W latach 1975–1998 miejscowość należała administracyjnie do województwa poznańskiego.

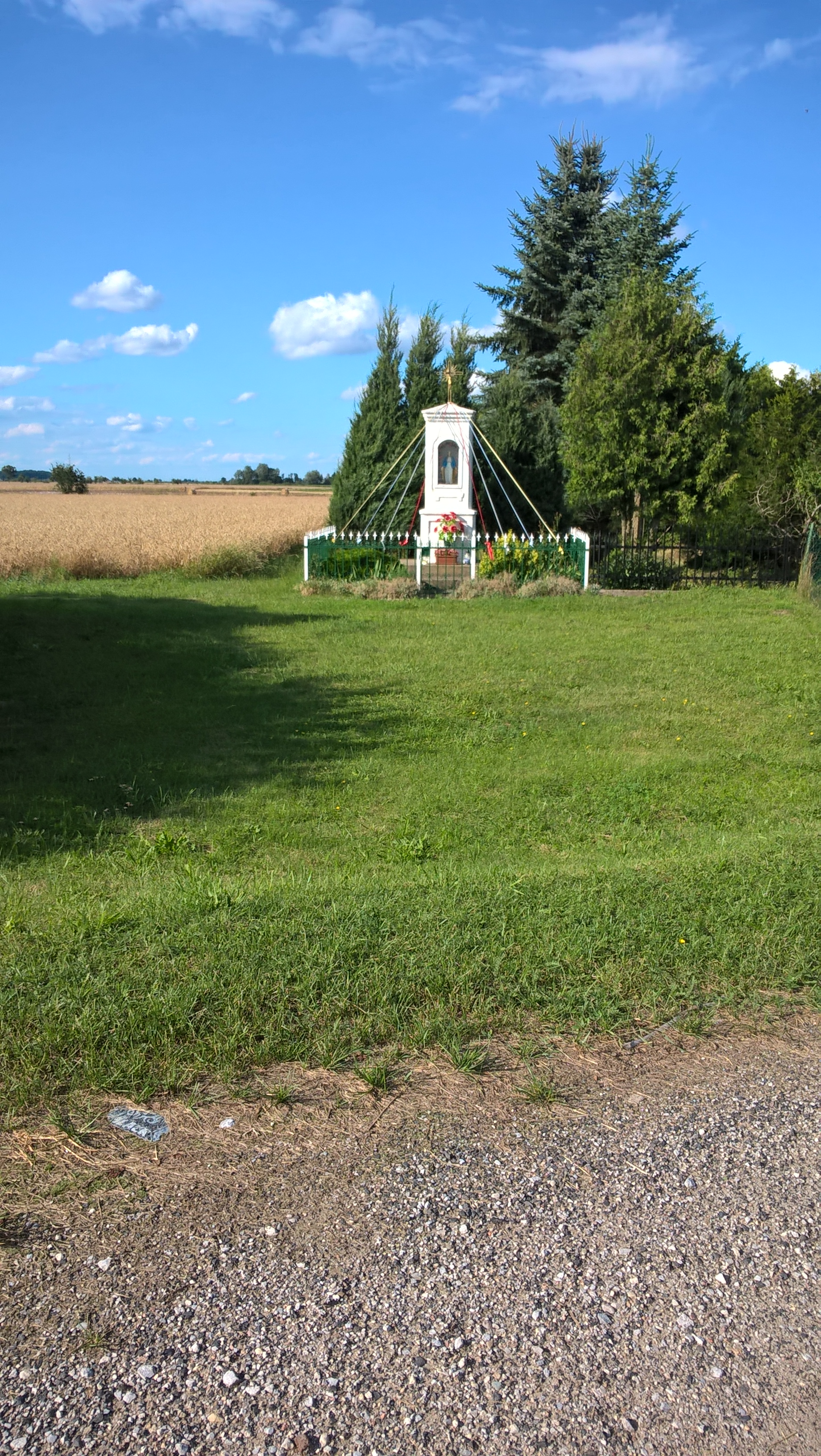
Kluczewo Huby - kapliczka na początku miejscowości
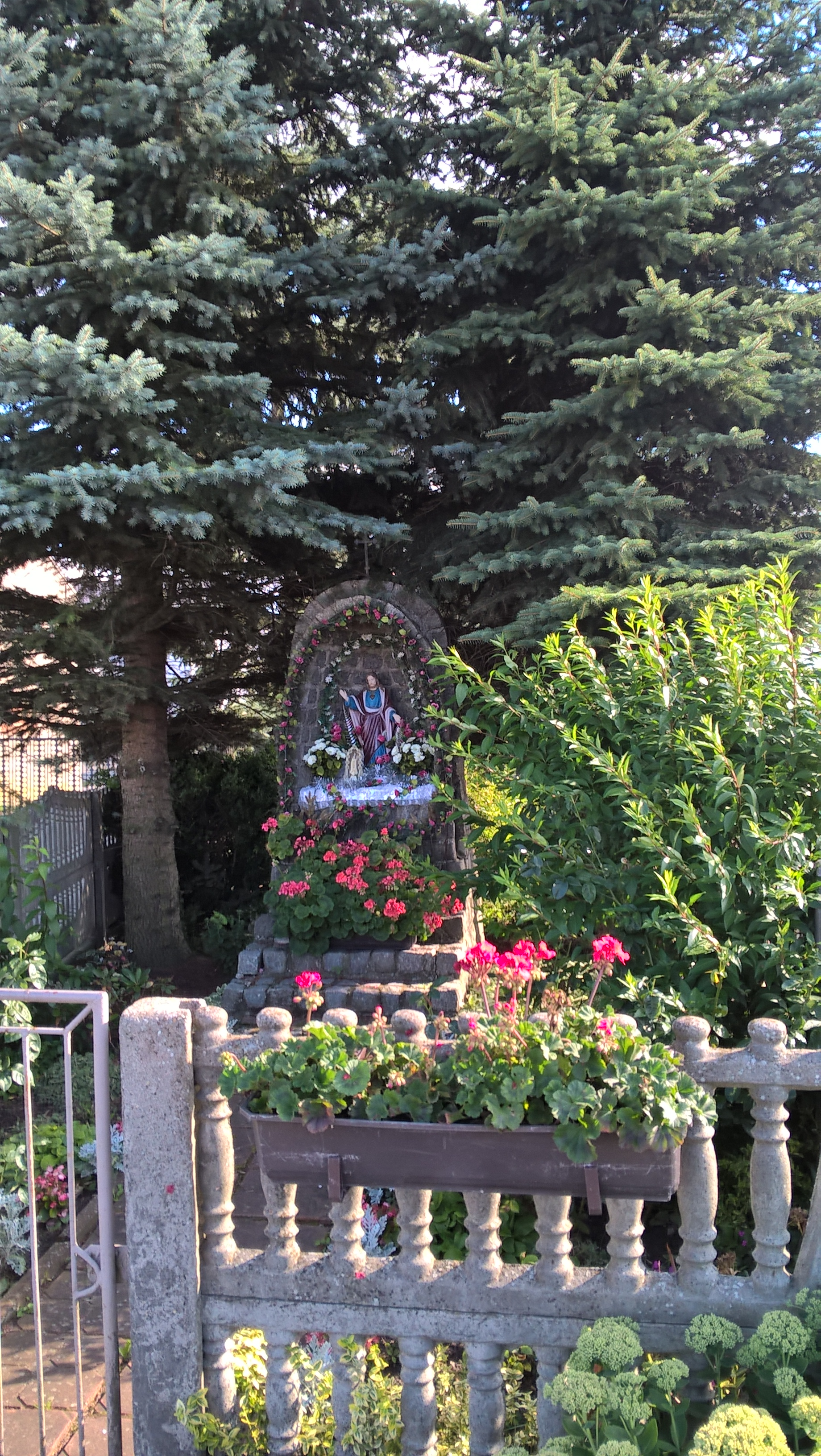
Kluczewo Huby - kapliczka na końcu wsi